# 天白スポーツセンター
名古屋市天白スポーツセンター（なごやしてんぱくスポーツセンター）は、愛知県名古屋市天白区植田三丁目1502番地にあるスポーツ施設である。

## 施設
第1競技場
- アリーナ面積……1,620㎡（45.0×36.0m）
- 天井の高さ……12.5m
- 観覧席……1,252席
- 【主な利用種目】
  - バレーボール×6人制3面・9人制2面／ハンドボール×1面／フットサル×1面／バドミントン×10面／テニス×2面／バスケットボール×2面／レクインディアカ×10面／卓球×24面

第2競技場
- アリーナ面積……511㎡（33.0×15.5m）
- 天井の高さ……8m
- 観覧席……104席
- 【主な利用種目】
  - バレーボール×1面／卓球×8面／バドミントン×2面／剣道・空手・なぎなた×各2面

弓道練習場
- 和弓近的6人立……28m

軽運動室
- 面積……252㎡（18.3×12.5m）
  - 【主な利用種目】
- エアロビクス／ジャスダンス／卓球など

トレーニング室
- 面積……384㎡

屋内プール
- 練習用……25m/5コース（水深1.1m～1.3m）
- 学童用……25m/1コース（水深0.8m～0.9m）
- 幼児用……10m×5m（水深0.5m～0.6m）

会議室
- 会議室1……53.3㎡（定員18名）
- 会議室2……106.7㎡（定員90名）
- 会議室3……66.5㎡（定員36名）
- 会議室4……38.4㎡（定員12名）

駐車場
- 駐車台数……全74台

## 沿革
- 1990年（平成2年）7月17日 - 開館[3]。
- 2012年（平成24年）4月1日 - 指定管理者制度を導入し、日本空調サービス・東京アスレティッククラブ両社による「日本空調サービス共同事業体」に運営委託。
- 2016年（平成28年）3月31日 - 日本空調サービス共同事業体による運営終了。
- 2016年（平成28年）4月1日 - 愛知スイミング・大成共同事業体に運営委託[4]。
- 2021年（令和3年）3月31日 - 愛知スイミング・大成共同事業体による運営終了[4]。

## 所在地
- 愛知県名古屋市天白区植田三丁目1502番地[1]

## アクセス
- 名古屋市営地下鉄鶴舞線 - 植田駅下車、徒歩で約3分[1]。